# Хепоярви
Хе́поярви (устар. Ге́поярви; фин. Hepojärvi) — озеро на Карельском перешейке во Всеволожском районе Ленинградской области, в северо-восточной части посёлка Токсово. 
Одно из нескольких токсовских озёр ледникового происхождения, второе по величине в этой группе после Кавголовского. В последнюю ледниковую эпоху на территории Хепоярви было Иольдиевое море.
Название переводится с финского как «Лошадиное озеро» (фин. hepo = лошадь, фин. järvi = озеро).
Высота над уровнем моря составляет 60 м. В северо-восточной части — истоки реки Морье, которая вытекает через плотину из озера. С запада — перешеек, на котором находится одна из улиц посёлка, отделяет Хепоярви от Чайного озера.
С южной стороны озера открывается вид на православный собор, лютеранскую кирху и горнолыжный комплекс.
В XVIII веке на токсовских озёрах проводились грандиозные по тем временам земляные работы; в числе прочего, прорыли Петровский канал от Хепоярви к озеру Вероярви, а оттуда Комендантский канал к реке Токса, левому притоку Охты. Целью являлось регулирование поступления воды в Охту для бесперебойного функционирования пороховых заводов. Сейчас старые каналы и плотины утратили значимость, частично уничтожены или пришли в негодность.